# Laško
Laško es una ciudad y municipio de la región Savinjska, en la zona occidental de Eslovenia central, en los Alpes occidentales. Al norte limita con Celje, Žalec y Štore, al este con Šentjur, al sur con Radeče y Sevnica, y al oeste con Hrastnik. Tiene 197 km² de superficie, 14.000 habitantes, y su altura media sobre el nivel del mar es 228 m. Su nombre viene de sus habitantes, llamados Lahi. [cita requerida]
El río Savinja la divide en dos. En la orilla izquierda se encuentran los barrios más antiguos y el castillo Tabor. Otro importante monumento es la iglesia de San Martín. Está densamente cubierta por bosques.
Los hallazgos más antiguos son de la edad de hierro. También se han hallado vestigios de la presencia celta. Desde la época de los romanos el lugar ha sido conocido como un centro turístico y balneario por sus aguas termales, donde venían los romanos residentes de la antigua Celeia (dentro de su término municipal se encuentra también Rimske Toplice, literalmente Manantiales Romanos). 
Su fábrica de cerveza, fundada hace más de 175 años, es una de las mayores y también la más reconocida en Eslovenia.[cita requerida] Anualmente se celebra el festival Pivo in cvetja (La cerveza y las flores).

En el año 2013 obtuvo la distinción EDEN, que otorga la Comisión Europea, a uno de los mejores destinos turísticos «Turismo y la accesibilidad».